# Pietro Conti
Pietro Conti (zm. 28 stycznia 1211) – włoski benedyktyn, 53. opat Monte Cassino od 24 czerwca 1210 aż do śmierci. W 1210 gościł w opactwie cesarza Ottona IV. 